# Sex de Marinda
Le Sex de Marinda, ou Ché de Mareinda, est un sommet des Alpes valaisannes, situé au sud de Grimentz dans le canton du Valais. Il est également au nord-est du Sasseneire.

## Toponymie
Sex fait référence à un rocher. « Marinda » est un terme patois pour le « repas de quatre heure de l'après-midi », relatif au fait que, depuis Grimentz, le soleil passe par-dessus le Sex de Marinda à cette heure.